# SC Rot-Weiß Oberhausen-Rhld. 1904
L'SC Rot-Weiß Oberhausen-Rhld. 1904 e.V. è una società calcistica tedesca con sede ad Oberhausen, Renania Settentrionale-Vestfalia. Nella stagione 2022-2023 milita in Fußball-Regionalliga, la quarta serie del calcio tedesco.

## Storia
La società fu fondata il 18 dicembre 1904 con il nome di Oberhausener SV, nato dalla fusione tra Emschertaler SV (1902) e Oberhausener TV 1873. La squadra andò incontro ad un'ulteriore unione, stavolta con il Viktoria Styrum BV, per formare l'SpVgg 1904 Oberhausen-Styrum, ma dopo circa sei mesi una parte dei soci creò l'1.FC Mülheim-Styrum. I rimanenti soci diedero alla squadra, nel 1933, la denominazione attuale.
Con la riorganizzazione del calcio tedesco da parte del Nazismo, il Rot-Weiss andò a giocare in Gauliga Niederrhein, una delle sedici massime divisioni del campionato tedesco all'epoca. Tra il 1943 ed il 1945 formò con il Alstader SV Elmar 09 ed il Viktoria Oberhausen il Kriegsspielgemeinschaft Oberhausen.
Il club non passò il turno in alcuna occasione a causa dello strapotere del Fortuna Düsseldorf e finita la seconda guerra mondiale si trovò a giocare in Oberliga ovest.
Con la creazione della Bundesliga nel 1963 la squadra bianco-rossa fu relegata a giocare in Regionalliga (II) e nel 1969 riuscì a conquistarsi la promozione in massima serie. La squadra rimase in Bundesliga fino al 1973, cogliendo come miglior risultato un quattordicesimo posto nel 1970.
I problemi finanziari venuti a galla nel 1988 tolsero la licenza professionistica alla compagine, che si trovò nel girò di due anni dalla Zweite Bundesliga alla Verbandsliga Niederrhein (IV). Dopo un decennio giocato tra la terza e la quarta serie, i quadrifogli ritornarono in Zweite Liga dopo aver vinto la Regionalliga ovest/Südwest nel 1998. Rimase nella serie cadetta fino al 2005 per retrocedere prima in Regionalliga e poi, dopo solo un anno, in Oberliga (IV). Dopo solo un anno in quarta divisione la società è stata promossa in Regionalliga, e adesso, a seguito della promozione del 2008, milita in Zweite liga.

## Organico

### Rosa 2021-2022
aggiornata al 23 gennaio 2022
| N. |                       | Ruolo | Calciatore          |
| -- | --------------------- | ----- | ------------------- |
| 1  | Iran (bandiera)       | P     | Daniel Davari       |
| 2  | Germania (bandiera)   | D     | Joey Justin Gabriel |
| 3  | Germania (bandiera)   | D     | Pierre Fassnacht    |
| 4  | Germania (bandiera)   | D     | Jerome Propheter    |
| 5  | Germania (bandiera)   | D     | Tim Stappmann       |
| 6  | Giamaica (bandiera)   | C     | Daniel Gordon       |
| 7  | Germania (bandiera)   | A     | Emmanuel Krontiris  |
| 8  | Kazakistan (bandiera) | C     | Heinrich Schmidtgal |
| 9  | Germania (bandiera)   | A     | Patrick Schönfeld   |
| 11 | Nigeria (bandiera)    | A     | Moses Lamidi        |
| 13 | Germania (bandiera)   | A     | Ronny König         |
| 14 | Germania (bandiera)   | D     | Fabian Hergesell    |

| N. |                      | Ruolo | Calciatore           |
| -- | -------------------- | ----- | -------------------- |
| 15 | Germania (bandiera)  | C     | Marcel Landers       |
| 16 | Germania (bandiera)  | D     | Thomas Schlieter     |
| 17 | Germania (bandiera)  | C     | Oliver Petersch      |
| 18 | Germania (bandiera)  | D     | Marinko Miletić      |
| 20 | Germania (bandiera)  | C     | Tim Kruse            |
| 21 | Germania (bandiera)  | P     | Sören Pirson         |
| 22 | Germania (bandiera)  | C     | Yohannes Bahcecioglu |
| 23 | Germania (bandiera)  | C     | Markus Kaya          |
| 24 | Germania (bandiera)  | D     | Kevin Kolberg        |
| 28 | Danimarca (bandiera) | A     | Mike Tullberg        |
| 35 | Germania (bandiera)  | P     | Marcel Dietz         |
| 36 | Germania (bandiera)  | D     | Dominik Borutzki     |

### Staff tecnico
| Allenatore: | Sebastian Gunkel |

## Giocatori

### Vincitori di titoli
- Capocannoniere della Bundesliga: 1

 Lothar Kobluhn (1970-1971)

## Palmarès

### Competizioni nazionali
- Fußball-Regionalliga: 2

1968-1969 (Regionalliga ovest), 1997-1998 (Regionalliga ovest)

### Altri piazzamenti
- Coppa di Germania:

Semifinalista: 1998-1999